# Bagne de Nice

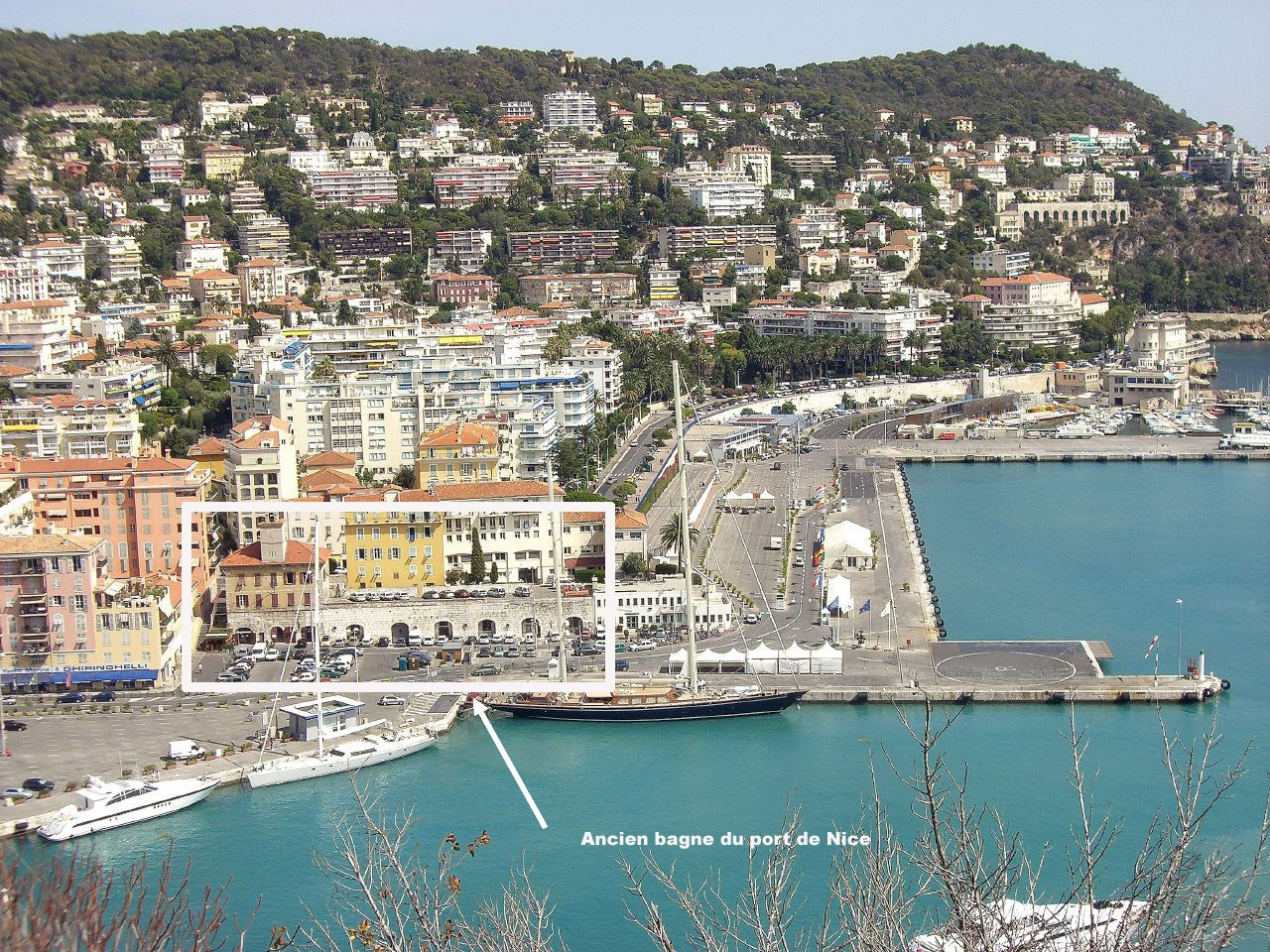
Emplacement du bagne sur le port

Le bagne de Nice est un établissement pénitentiaire, réservé aux travaux forcés. Entre 1770 et 1854, il peut héberger jusqu’à deux cents forçats. Il est situé à l’est du port de Nice, au fond du quai d’Entrecasteaux.

## Historique
Dans le dernier quart du XVIIIe siècle la maison de Savoie décide la construction d’un bagne pour loger une main d’œuvre proche du chantier du creusement des bassins du port. Le centre pénitentiaire se présente sous la forme d’un long bâtiment orienté nord-sud. Une galerie de rez-de-chaussée en pierre apparente (appelé en niçois « Lou barri lonc », le long mur) relie sur le dessus, en chaque extrémité, deux pavillons élevés de deux étages. Aujourd’hui seuls sont conservés le pavillon nord avec son clocheton et la galerie.
Tombé en désuétude, le bagne de Nice à de nouveau existé de 1792 à 1811,,,.
La suppression du port franc en 1851 amorce progressivement la fermeture du bagne. Les derniers détenus encore incarcérés (soixante six hommes et dix femmes) sont transférés en août 1887 aux nouvelles prisons, actuelle maison d’arrêt de Nice. L'ensemble devient une caserne militaire jusqu'au début du XXe siècle. Actuellement, il est occupé par le Yacht Club de Nice et la Société nationale de sauvetage en mer.
Il est inscrit le 16 septembre 1943 au titre des monuments historiques.